# Služebník služebníků Božích

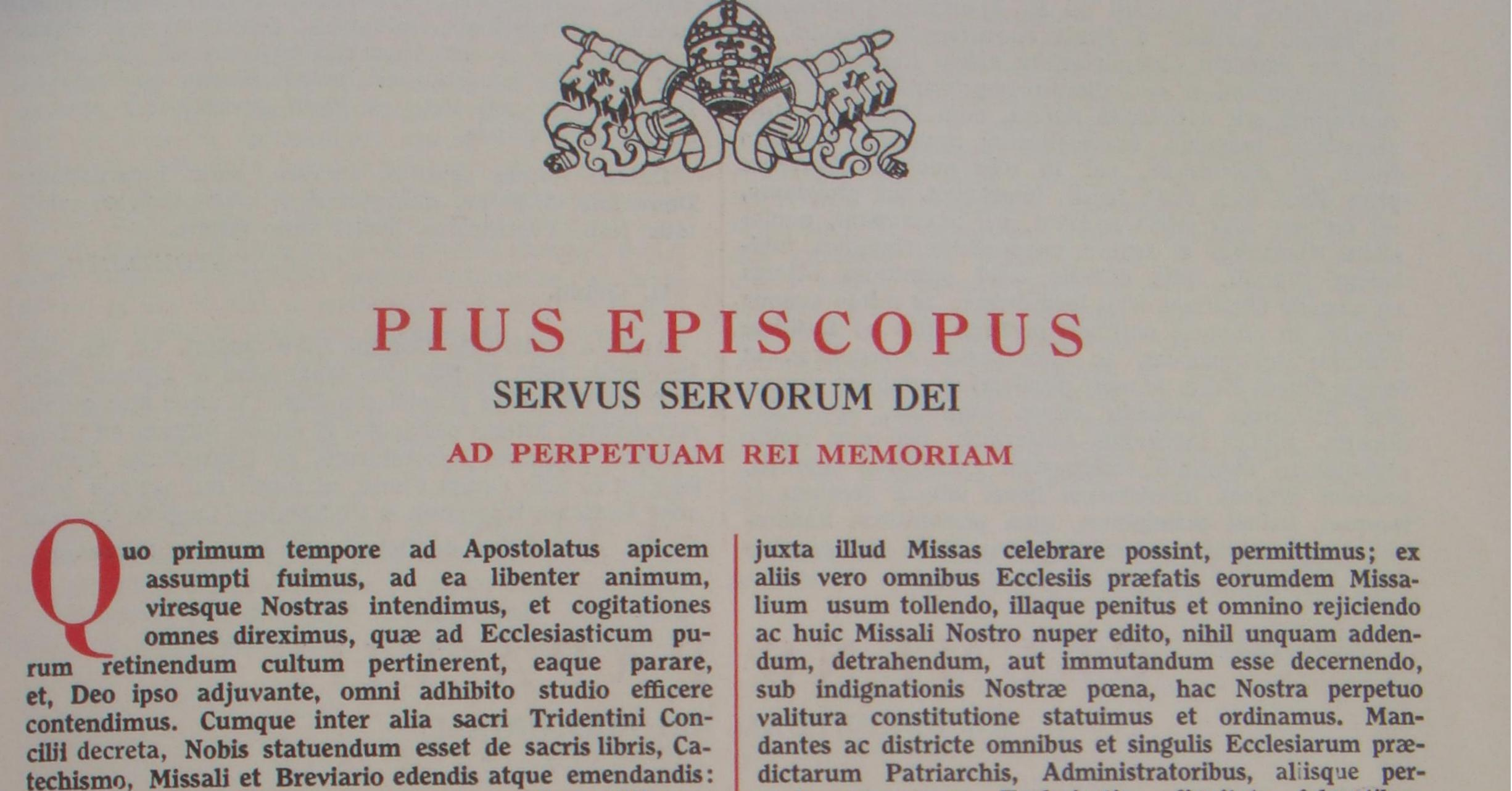
Bula Quo primum papeže Pia V. z roku 1570, kde je použit titul servus servorum Dei.

Služebník služebníků Božích nebo (řidčeji) sluha služebníků Božích (latinsky servus servorum Dei) je jeden z titulů používaných římskými papeži, a to od 1. ledna 595, kdy jej svým listem zavedl papež Řehoř I. Veliký.

## Historie
Papež Řehoř I. patrně titul použil jako vymezení se proti titulu ekumenický patriarcha, který užil konstantinopolský patriarcha Jan IV. Konstantinopolský.